# Zaidee Jackson
Zaidee Jackson (n. 30 decembrie 1898, Georgia, SUA – d. 15 decembrie 1970, Waterbury, Connecticut, SUA) a fost dansatoare, actriță și cântăreață americană de muzică jazz și muzică pop,  foarte cunoscută în Franța, Regatul Unit și România în perioada interbelică și în anii 1950 și 1960.

## Biografie
Zaide Jackson s-a născut în iarna anului 1898, în Augusta, statul american Georgia, avându-i drept părinții pe C.J. and Alice Jackson. Zaide a avut trei frați mai mari, Ora Lee, Era și Sol Jackson. Mama ei a divorțat de soțul ei, luând-o pe Zaidee cu ea și mutându-se în Boston, statul american Massachusetts. În 1923 îl întâlnește pe James Jackson cu care se căsătorește, dar mariajul este un eșec. În acest timp îl întâlnește pe pianistul Lawrence Brown.

### Carieră
Cariera și-o începe ca membră a ansamblului episcopului Andrew, având turnee prin întreaga America de Sud, apoi se alătură unei trupe cu care are turneu în Canada. Obține roluri în show-uri de mare succes: Lulu Belle și Desire of 1927, în care a jucat alături de Adelaide Hall. După aceste show-uri, Lawewnce Brown o convinge să meargă alături de el și Paul Robenson, în Franța.
Astfel, în anul 1927 ajunge în Franța și în luna februarie este angajată pentru câteva săptămâni la Clubul Kit Kat, înainte de a concerta împreună cu o trupă franceză pe toată coasta Franței. Interpretările ei au impresionat membrii elitei britanice, pe Elsa Maxwell, ducele de Kent și contesa de Carnavon, care o aduc în Marea Britanie, unde va cânta la postul de radio BBC. În 1929 se reîntoarce în Franța unde i se oferă roluri de dansatoare în Chez Florence, Boeuf Sur Le Toit și Bal Negre. După căderea economică a Franței din 1934, Zaidee va performa în România, unde îl întâlnește pe Barbu Neamțu, un inginer mecanic român și reprezentant Ford cu care se căsătorește. După război, în 1965 ea se reîntoarce în America. În 15 decembrie 1970, moare în statul Connecticut.

## Legături externe
- Zaidee Jackson pe Newspapers.com
- Despre Zaidee Jackson pe World Cat
- Zaidee Jackson pe Gallica
- Zaidee Jackson pe IMDB